# Melton (tenisový míč)
Melton je tkanina na povrchu tenisového míče. Obaluje jeho gumové jádro. 
Tenisový melton je vyroben z podkladové tkaniny zpravidla bavlněné a vlasové vrstvy, která je složena většinou z vlny a polyamidu.  Složení vlasové vrstvy ovlivňuje kvalitu míče.  Ta je hodnocena množstvím tenisových úderů, které opotřebují tuto vrstvu a způsobí ztrátu hmotnosti míče. 
Melton vzniká tkaním, vyčesáváním či vpichovanou technologií, kdy je vlasová vrstva spichována jehlami do podkladu.